# Dufftown (palírna)
Dufftown je skotská palírna společnosti United Distillers & Vintners, nacházející se ve městě Dufftown v hrabství Banffshire, jež vyrábí skotskou sladovou whisky.

## Historie
Palírna byla založena v roce 1896 Peterem MacKenziem a Richardem Stackpolem a produkuje čistou sladovou whisky. Tato palírna dlouhou dobu patřila společnosti Bell's. Budovy palírny byly původně součástí obilného mlýna nacházejícího v těsné blízkosti Dufftownu. Produkuje whisky značky Dufftown, což je 15letá whisky s obsahem alkoholu 43 %. Část produkce se používá do míchaných whisky. Tato whisky má moučnou příchuť se špetkou karamelu a tmavého cukru.